# Леттеркенні Тауншип (округ Франклін, Пенсільванія)
Леттеркенні Тауншип (англ. Letterkenny Township) — селище (англ. township) в США, в окрузі Франклін штату Пенсільванія. Населення — 2462 особи (2020).

## Демографія
Згідно з переписом 2010 року, у селищі мешкало 2318 осіб у 905 домогосподарствах у складі 689 родин. Було 1031 помешкання
Расовий склад населення:
| - 97,8 % — білих - 1,1 % — чорних або афроамериканців - 0,2 % — азіатів |

До двох чи більше рас належало 0,6 %. Частка іспаномовних становила 0,6 % від усіх жителів.
За віковим діапазоном населення розподілялося таким чином: 22,9 % — особи молодші 18 років, 63,3 % — особи у віці 18—64 років, 13,8 % — особи у віці 65 років та старші. Медіана віку мешканця становила 42,2 року. На 100 осіб жіночої статі у селищі припадало 102,8 чоловіків;  на 100 жінок у віці від 18 років та старших — 101,8 чоловіків також старших 18 років.
Середній дохід на одне домашнє господарство  становив 69 082 долари США (медіана — 57 548), а середній дохід на одну сім'ю — 74 364 долари (медіана — 62 554). Медіана доходів становила 43 333 долари для чоловіків та 32 455 доларів для жінок. За межею бідності перебувало 7,4 % осіб, у тому числі 12,5 % дітей у віці до 18 років та 0,0 % осіб у віці 65 років та старших.
Цивільне працевлаштоване населення становило 1184 особи. Основні галузі зайнятості: освіта, охорона здоров'я та соціальна допомога — 21,7 %, виробництво — 19,7 %, роздрібна торгівля — 13,2 %, публічна адміністрація — 9,0 %.